# Newton (unité)
Pour les articles homonymes, voir Newton.
Le newton (symbole : N) est l'unité de mesure de la force nommée ainsi en l'honneur d'Isaac Newton pour ses travaux en mécanique classique.
Il équivaut à un kilogramme mètre par seconde au carré (1 kg m s−2). 

## Définition
Un newton est la force capable de communiquer à une masse de 1 kilogramme une accélération de 1 m s−2. Il faut donc 1 newton pour augmenter la vitesse d'une masse de 1 kg de 1 m s−1 chaque seconde. Cette unité dérivée du Système international s'exprime en unités de base ainsi :
{\displaystyle {\rm {1~N=1~{\frac {kg\cdot m}{s^{2}}}}}}
Le Système international impose d'écrire le nom de l'unité (newton) en minuscule et le symbole (N) en majuscule.
L'usage du newton comme unité de force a été rendu obligatoire à partir de 1948, lors de la quatrième séance de la neuvième Conférence générale des poids et mesures. La 9e CGPM établit d'autre part :
- le joule, comme le travail produit par un newton, dont le point d'application se déplace de un mètre dans la direction de la force (le watt est la puissance qui produit 1 joule par seconde) ;
- le pascal, comme la pression s'exerçant uniformément sur une surface de 1 mètre carré qui produit une force de 1 newton ;
- d'autres unités comme la poise, unité de viscosité dynamique ou le stokes, unité de viscosité cinématique.

Une mention de l'unité apparait dans le bulletin mensuel de l'Institut international du froid de 1913. Le mathématicien français Carlo Bourlet, aurait insisté sur le caractère difficilement prononçable de l'expression en français. La définition du newton apparait dans le compte rendu des séances du Comité international des poids et mesures, réuni à Paris en 1913.

## Gravité
Le poids est une mesure de la force entre deux objets due à la gravité, le poids s'exprime en newtons.
Par abus de langage, le poids est pourtant souvent exprimé en kilogrammes (unité de masse). Sur Terre, une masse de 1 kg génère une force (poids) d’environ 9,81 N (cette valeur varie légèrement en fonction de la pesanteur à l'endroit où l'on se trouve). La pesanteur « normale » (définie en 1901 lors de la 3e Conférence générale des poids et mesures) a été fixée à 9,806 65 m s−2.
Dans les unités de mesure anglo-saxonnes, la livre-force est utilisée.

## Mesure d'une force
On utilise généralement un dynamomètre ou une jauge de déformation pour évaluer les forces.

## Multiples et sous-multiples
- Giganewton (GN) : 1 000 000 000 N,
- méganewton (MN) : 1 000 000 N,
- kilonewton (kN) : 1 000 N,
- hectonewton (hN) : 100 N,
- décanewton (daN) : 10 N,

- newton (N),
- décinewton (dN) : 0,1 N,
- centinewton (cN) : 0,01 N,
- millinewton (mN) : 0,001 N.

## Conversion
|                                                                             | Newton (unité SI) | Dyne          | Kilogramme-force     | Livre-force          | Poundal             |
| --------------------------------------------------------------------------- | ----------------- | ------------- | -------------------- | -------------------- | ------------------- |
| 1 N                                                                         | ≡ 1 kg m s−2      | = 105 dyn     | ≈ 0,101 97 kgf       | ≈ 0,224 81 lbf       | ≈ 7,233 0 lb        |
| 1 dyn                                                                       | = 10−5 N          | ≡ 1 g cm/s2   | ≈ 1,019 7 × 10−6 kgf | ≈ 2,248 1 × 10−6 lbf | ≈ 7,233 0 × 10−5 lb |
| 1 kgf                                                                       | = 9,806 65 N      | = 980 665 dyn | ≡ gn⋅(1 kg)          | ≈ 2,204 6 lbf        | ≈ 70,932 lb         |
| 1 lbf                                                                       | ≈ 4,448 222 N     | ≈ 444 822 dyn | ≈ 0,453 59 kgf       | ≡ gn⋅(1 lb)          | ≈ 32,174 lb         |
| 1 pdl                                                                       | ≈ 0,138 255 N     | ≈ 13 825 dyn  | ≈ 0.0140.98 kgf      | ≈ 0,031 081 lbf      | ≡ 1 lb ft/s2        |
| La valeur de gn est utilisé pour ici pour toutes les unités de gravitation. |                   |               |                      |                      |                     |